# 1870 a jogalkotásban
1870-ben az alábbi jogszabályokat alkották meg:

## Magyarország

### Törvények
- 1870. évi I. törvénycikk Az Észak-német-szövetség-, Bajorország-, Württemberg-, Baden- és Hollandiával 1868. október 25-én kötött távirdai egyezményről
- 1870. évi II. törvénycikk A pesti áru- és értéktőzsde, valamint a vidéki termény és gabonacsarnokok külön biróságainak visszaállitásáról
- 1870. évi III. törvénycikk Az osztrák-magyar monarchia és Angolország között az 1867. évi XVI. törvénycikk III. Czikke értelmében kötött és Bécsben 1869. évi deczember 30-án aláirt pótegyezmény miután az az országgyülés által elfogadtatott, s utóbb mindkét szerződő fél részéről szokott módon megerősittetett, ezennel az ország törvényei közé igtattatik
- 1870. évi IV. törvénycikk Az 1869. évi XXVI. törvénycikk hatályának kiterjesztéséről
- 1870. évi V. törvénycikk Ő császári és apostoli királyi Felsége legmagasabb udvartartása költségeiről
- 1870. évi VI. törvénycikk A magyar koronához tartozó tengerpart kikötőiből tengeren külföldre szállitott tölgyfa után szedett kiviteli illeték megszüntetéséről
- 1870. évi VII. törvénycikk A pénzügyi törvényszékek ideiglenes fentartása iránt
- 1870. évi VIII. törvénycikk A postajövedék 1869. évi kiadásainak fedezésére póthitel ajánltatik meg
- 1870. évi IX. törvénycikk Az 1849. évtől az 1867. évig tettleg fennállott központi kormány közegeinek nyugdíjairól
- 1870. évi X. törvénycikk A Duna-folyamnak a főváros mellett szabályozásáról s a forgalom és közlekedés érdekében Buda-Pesten létesitendő egyéb közmunkák költségeinek fedezéséről és e közmunkák végrehajtási közegeiről
- 1870. évi XI. törvénycikk Az 1870. évi államköltségvetésről
- 1870. évi XII. törvénycikk A közös magyar-horvát törvények kihirdetéséről Horvát- és Szlavonországokban
- 1870. évi XIII. törvénycikk A törvények kihirdetéséről szóló 1868:III. tc. 4. §-ának módositásáról
- 1870. évi XIV. törvénycikk Az 1868:LIV. tc. némely szakaszainak módositásáról
- 1870. évi XV. törvénycikk A királyi vegyes biróságok törvénybe iktatásáról
- 1870. évi XVI. törvénycikk Az itélő birák számának meghatározásáról a fellebbviteli biróságoknál
- 1870. évi XVII. törvénycikk A szabadalmazott osztrák államvaspálya-társulat adójáról és azon vállalatok által fizetendő adó felosztásáról, melyek igazgatósági székhelye vagy a magyar, vagy az osztrák állam területén fekszik, de üzletüket a másik állam területére is kiterjesztik
- 1870. évi XVIII. törvénycikk Az állami számvevőszék felállításáról s hatásköréről
- 1870. évi XIX. törvénycikk A Temes-folyó s Béga-csatorna területén eszközlött s még eszközlendő ármentesitési munkálatok költségeinek beszedéséről, s e területre az 1868:XXV. törvénycikk 7. §-ában foglalt kedvezmény kiterjesztéséről
- 1870. évi XX. törvénycikk A szőlőváltsági kötvények szelvényadójáról
- 1870. évi XXI. törvénycikk Az ő császári és ap. kir. Felsége 1869. évi keleti utja költségeinek pótlásáról
- 1870. évi XXII. törvénycikk A pest-dunai rakparton épitendő házak adómentességéről
- 1870. évi XXIII. törvénycikk A függő államadósság ellenőrzésére kiküldött bizottságról szóló 1868:XLVI. tc. 5. §-ának módositása tárgyában
- 1870. évi XXIV. törvénycikk A 10 krajczáros papir váltó és 6 pengő krajczáros ezüst váltópénzeknek a közforgalomból kivonásáról
- 1870. évi XXV. törvénycikk Az országgyűlési képviselők lakbérilletményéről
- 1870. évi XXVI. törvénycikk A tiszai korona-uradalmi kerületet képező községek uradalmi járadékainak megváltásáról s a váltsági ár rendeltetéséről
- 1870. évi XXVII. törvénycikk A valkány-perjámosi másodrendü gőzmozdony vasut kiépitése tárgyában
- 1870. évi XXVIII. törvénycikk A Hiba a {{vvr}}(?) sablonban: Nincs megadva érvényes vonalszám! kiépitése tárgyában
- 1870. évi XXIX. törvénycikk Az 1868. évi XLV. törvénycikk 2. § b) pontjának módositása tárgyában
- 1870. évi XXX. törvénycikk A budapesti lánczhid megváltása iránt a magyar állam és a lánczhidtársulat közt kötött szerződés jóváhagyásáról és beczikkelyezéséről
- 1870. évi XXXI. törvénycikk A gömöri iparvasutak hálózatának kiépitése tárgyában
- 1870. évi XXXII. törvénycikk A bánréve-nádasdi gőzmozdonyu iparvasut kiépitése tárgyában
- 1870. évi XXXIII. törvénycikk A báttaszék-dombovár-zákányi gőzmozdonyu vasut kiépitése iránt
- 1870. évi XXXIV. törvénycikk Az államkincstár tulajdonát képező Ferencz-csatorna használatának és üzletének átruházásáról, s ezen csatornának kiegészitéséről
- 1870. évi XXXV. törvénycikk Az 1868. évi XLIX. tc. 1. §-a d) pontjának módositása iránt
- 1870. évi XXXVI. törvénycikk Az 1870. évi XVI. tc. életbeléptetésére szükséges póthitelről
- 1870. évi XXXVII. törvénycikk A szentpéter-fiumei vasutnak a magyar korona területére eső része kiépitése tárgyában
- 1870. évi XXXVIII. törvénycikk Az alföld-fiumei vasut eszék-sziszek-károlyvárosi részének kiépitése tárgyában
- 1870. évi XXXIX. törvénycikk Az 1868. évi VIII. törvénycikk által helybenhagyott szerződés 5. és 20. §-ának módositása tárgyában
- 1870. évi XL. törvénycikk A Pesten épitendő posta- és távirdaházról és az e czélra szükséges póthitelről
- 1870. évi XLI. törvénycikk A magyar éjszak-nyugoti vasut kiépitése tárgyában
- 1870. évi XLII. törvénycikk A köztörvényhatóságok rendezéséről
- 1870. évi XLIII. törvénycikk Az 1870. évre besorozott ujonczoknak behivásáról
- 1870. évi XLIV. törvénycikk A honvédelmi ministernek 1870. évre megszavazandó öt millió forintnyi póthitelről
- 1870. évi XLV. törvénycikk A közbiztonság helyreállitása végett tett rendkivüli intézkedések befejezéséhez megkivántató póthitelről
- 1870. évi XLVI. törvénycikk A vallás- és közoktatási minister 1870. évi kiadásainak fedezésére szolgáló póthitelről
- 1870. évi XLVII. törvénycikk Az 1868:XLV. törvénycikk módositásáról
- 1870. évi XLVIII. törvénycikk Az 1871. évi január 1-től ugyanazon évi február végeig viselendő közterhekről és fedezendő kiadásokról
- 1870. évi XLIX. törvénycikk A jövedelemadóról szóló 1868:XXVI. tc. hatályának meghosszabbitásáról és némely §-ának módosításáról
- 1870. évi L. törvénycikk Földadóról szóló 1868. évi XXV. tc. érvényének meghosszabitásáról
- 1870. évi LI. törvénycikk A házadóról szóló 1868:XXII. tc. némely §-ainak módositásáról és érvényének meghosszabbitásáról
- 1870. évi LII. törvénycikk A személyes kereseti adóról szóló 1868:XXIV. tc. érvényének meghosszabbitásáról
- 1870. évi LIII. törvénycikk A dohány-jövedékről szóló 1868:XIV. tc. érvényének meghosszabbitásáról
- 1870. évi LIV. törvénycikk A pénzügyi törvényszékek ideiglenes fentartásáról
- 1870. évi LV. törvénycikk Az 1868:XXI. tc. a közadók biztositására és behajtására vonatkozó némely rendeleteinek módositásáról
- 1870. évi LVI. törvénycikk A bor- és husfogyasztási adóról
- 1870. évi LVII. törvénycikk A czukoradóról
- 1870. évi LVIII. törvénycikk A bélyeg- s illetékek, valamint a dijak iránt fennálló szabályok érvényének meghosszabbitásáról
- 1870. évi LIX. törvénycikk A házközösségeknek Horvát-Szlavonországokban rendezése alkalmából felmerülő és a házközösségi vagyonban megosztozásra vonatkozó beadványok és okiratok, bélyeg- és illetékmentességéről
- 1870. évi LX. törvénycikk A Pest város északkeleti részében nyitandó főközlekedési sugárut munkálatai költségeinek fedezéséről